# Progresivni savez
 Ovo je glavno značenje pojma Progresivni savez. Za druga značenja pogledajte Progresivni savez (Urugvaj).
Progresivna alijansa (PA) je globalna politička mreža socijaldemokratskih i progresivnih političkih stranaka i organizacija osnovana 22. svibnja 2013. u Leipzigu, Njemačka. Alijansa je osnovana kao alternativa Socijalističkoj internacionali. Progresivna alijansa ima oko 140 članica širom svijeta.

## Vanjske poveznice
- Progressive Alliance  Arhivirana inačica izvorne stranice od 9. lipnja 2013. (Wayback Machine)